# Jean Delannoy
Jean Delannoy (Noisy-le-Sec, 12 de janeiro de 1908 — Guainville, 18 de junho de 2008) foi um cineasta, ator e roteirista francês.

## Biografia
Embora Delannoy tenha nascido em um subúrbio de Paris, sua família era da Haute-Normandie, no norte da França. Ele era um protestante, um descendente de huguenotes.
Ele era um estudante em Paris quando começou a atuar em filmes mudos. Ele finalmente conseguiu um emprego nas instalações parisienses da Paramount Studios, trabalhando para chegar a editor de cinema chefe. Em 1934 dirigiu seu primeiro filme e seguiu em uma longa carreira, tanto roteirista quanto dirigente. Em 1946, seu filme sobre um ministro protestante intitulado La symphonie pastorale recebeu a Palma de Ouro no Festival de Cannes. Em 1960, seu filme Maigret tend un piège foi indicado ao prêmio BAFTA de "Melhor Filme de Qualquer Fonte". Em reconhecimento ao seu longo serviço à indústria cinematográfica francesa. 
Delannoy morreu em 18 de junho de 2008, aos 100 anos.

## Filmografia (parcial)
- Paris-Deauville (1934)
- La Vénus de l'or (1937)
- Macao, l'enfer du jeu (1942)
- L'Eternel Retour (1943)
- La Part de l'ombre (1945)
- La symphonie pastorale (1946)
- Les jeux sont faits (1947)
- Aux yeux du souvenir (1948)
- Le Secret de Mayerling (1949)
- Dieu a besoin des hommes (1950)
- La Minute de vérité (1952)
- Marie-Antoinette reine de France (1956)
- Notre Dame de Paris) (1957)
- Maigret tend un piège (1958)
- Venere Imperiale (1963)
- Les amitiés particulières (1964)
- Le Lit a Deux Places (1965)
- Le Majordome (1965)
- Le Lit à deux places (1966)
- Les Sultans (1966)
- Le Soleil des Voyous (1967)
- La Peau de torpedo (1970)
- Pas folle la guêpe (1972)
- Bernadette (1988)
- La Passion de Bernadette (1989)
- Marie De Nazareth (1995)